# 781-es busz
A 781-es jelzésű elővárosi autóbusz Budapest, Széll Kálmán tér és Páty, autóbusz-forduló között közlekedik. A viszonylatot a MÁV Személyszállítási Zrt. üzemelteti.

## Története
A Volánbusz által 2009 márciusában bevezetett új vonalszámozási rendszer keretében kapta meg a vonal a 781-es számot.
2019. augusztus 10-étől a Széna téri autóbusz-állomás bezárása miatt budapesti végállomása a Széll Kálmán térre és a Budagyöngyéhez került át. 2022 szeptemberétől a Budagyöngyétől induló csonkamenetek budapesti végállomása a Széll Kálmán tér.

## Megállóhelyei
| 0                                       | Budapest, Széll Kálmán tér végállomás  | 20 | 5, 16, 16A, 21, 21A, 22, 22A, 39, 91, 102, 116, 128, 129, 139, 140, 140A, 149, 155, 156, 221, 222 4, 6, 17, 56, 56A, 59, 59A, 59B, 61 782, 783, 784, 785, 786, 787, 789, 791, 793, 794, 795 | Nemzetgazdasági Minisztérium, Mammut bevásárlóközpont, Millenáris kulturális központ |
| 1                                       | Budapest, Szent János Kórház           | 19 | 22, 22A, 91, 128, 129, 155, 156, 222 56, 56A, 59, 59B, 60, 61 782, 783, 784, 785, 786, 787, 789, 791, 793, 794, 795                                                                         | Szent János Kórház, Városmajori Gimnázium, Kútvölgyi kórház                          |
| 2                                       | Budapest, Budagyöngye                  | 18 | 22, 22A, 129, 222, 291 56, 56A, 59B, 61 782, 783, 784, 785, 786, 787, 789, 791, 793, 794, 795                                                                                               | Budagyöngye bevásárlóközpont, Szépilona kocsiszín                                    |
| 3                                       | Budapest, Kuruclesi út                 | 17 | 22, 22A, 222, 291 782, 783, 784, 785, 786, 787, 789, 791, 793, 794, 795 |                                                                                      |
| 4                                       | Budapest, Vízművek                     | 16 | 22, 22A, 222 782, 783, 784, 785, 786, 787, 789, 791, 793, 794, 795 | Vízművek                                                                             |
| 5                                       | Budapest, Dénes utca                   | 15 | 22, 22A, 222 782, 783, 784, 785, 786, 787, 789, 791, 793, 794, 795 |                                                                                      |
| 6                                       | Budapest, Szépjuhászné, Gyermekvasút   | 14 | 22, 22A, 222 782, 783, 784, 785, 786, 787, 789, 791, 793, 794, 795 Gyermekvasút | Gyermekvasút állomás                                                                 |
| 7                                       | Budapest, Országos Korányi Intézet     | 13 | 22, 22A, 222 782, 783, 784, 785, 786, 787, 789, 791, 793, 794, 795 | Országos Korányi Pulmonológiai intézet                                               |
| 8                                       | Budapest, Szanatórium utca (Vadaspark) | 12 | 22, 22A, 188E, 222 782, 783, 784, 785, 786, 787, 789, 791, 793, 794, 795 | Vadaspark                                                                            |
| Budapest–Budakeszi közigazgatási határa |                                        |    | |                                                                                      |
| 9                                       | Budakeszi, Erkel Ferenc utca           | 11 | 22, 22A, 188E, 222 782, 783, 784, 785, 786, 787, 789, 791, 793, 794, 795 |                                                                                      |
| 10                                      | Budakeszi, Gyógyszertár                | 10 | 22, 22A, 188E, 222 782, 783, 784, 785, 786, 787, 789, 791, 793, 794, 795 | Budakeszi gyógyszertár                                                               |
| 11                                      | Budakeszi, Városháza                   | 9  | 22, 22A, 188, 188E 782, 783, 784, 785, 786, 787, 789, 791 | Budakeszi Városháza, Okmányiroda                                                     |
| 12                                      | Budakeszi, Dózsa György tér            | 8  | 22, 22A, 188, 188E 782, 783, 784, 785, 786, 787, 789, 791 |                                                                                      |
| 13                                      | Budakeszi, Fagyártmánytelep            | 7  | 782, 783, 784, 785, 786, 787, 789, 791 |                                                                                      |
| 14                                      | Budakeszi, Vastagtanya                 | 6  | 782, 783, 784, 785, 786, 787, 789, 791 |                                                                                      |
| Budakeszi–Páty közigazgatási határa     |                                        |    | |                                                                                      |
| 15                                      | Páty, Mézeshegy                        | 5  | 782, 783, 784, 785, 786, 787, 789, 791 |                                                                                      |
| 16                                      | Páty, Somogyi Béla utca                | 4  | 782, 783, 784, 785, 786, 787, 789, 791 |                                                                                      |
| 17                                      | Páty, Telki elágazás                   | 3  | 778, 782, 783, 784, 785, 786, 787, 789, 791 |                                                                                      |
| 18                                      | Páty, Iskola utca                      | 2  | 778, 782, 783, 784, 785, 786, 787, 789, 791 |                                                                                      |
| 19                                      | Páty, Töki utca                        | 1  | 783, 784, 785, 786, 787, 789, 791 |                                                                                      |
| 20                                      | Páty, autóbusz-forduló végállomás      | 0  | 783, 784, 785, 786, 787, 789, 791 |                                                                                      |